# Techichili
Techichili är en ort i Mexiko.   Den ligger i kommunen Xalatlaco och delstaten Mexiko, i den sydöstra delen av landet, 40 km sydväst om huvudstaden Mexico City. Techichili ligger 2 802 meter över havet och antalet invånare är 1 091.
Terrängen runt Techichili är varierad, och sluttar västerut. Runt Techichili är det tätbefolkat, med 356 invånare per kvadratkilometer. Närmaste större samhälle är San Mateo Atenco, 15,7 km nordväst om Techichili. Trakten runt Techichili består till största delen av jordbruksmark.